# СРЦ Младост Панчево
Спортско рекреациони центар „Младост” налази се у истоименом насељу у Панчеву и представља комплекс са главним и помоћним фудбалским тереном, кошаркашким теренима, теренима за мали фудбал, тенис на шљаци, сквош, трим-стазом и справама за вежбање на отвореном простору. Спортско-рекреативни центар „Младост“ простире се на површини од 8,32 хектара. Комплекс СРЦ Младост је намењен тренингу и рекреацији у пошумљеном амбијенту који има одлике парка. У комплексу младост се налази и домаћи терен ФК „Железничар”, клуба који тренутно учествује у највишем рангу такмичења српског фудбала, Супер лиги.

## Употреба
Први терени, фудбалски, рукометни и кошаркашки, су били изграђени крајем 1970их и почетком 1980их године, од када овај центар служи гађанима Панчева у рекреационе сврхе. СРЦ Младост има трим стазу, дужине 580 m, која иде скроз око рекреационог центра у круг и која се користи рекреационо.
Главни фудбалски терен се користи за фудбалске утакмице и урађен је по стандардима прве српске лиге. Постоји и помоћни фудбалски терен који се користи у рекреативне сврхе и од стране разних спортских организаија. У оквиру центра налазе се и три рукометна терена која се користе од стране младих категорија рукометних клубова затим за радничке спортске игре и за школска такмичења.
Центар такође поседује три кошаркапка терена које се исто користе од стране кошаркашких клубова, спортских школа затим за радничко спортске игре и за школска такмичења. Поред тога постоје два терена за одбојку од којих је један за одбојку на песку и користе се за радничко спортске игре, школска такмичења и рекреацију. Изграђен је и Пич терен који се може користити за футсал.
Изграђена су и шест тениских терена које користи тениски клуб Динамо Панчево.

## Галерија
- Стадион у реновирању
- Поглед на трибине
- Излаз на терен
- Поглед са трибина
- Кошаркашки терен
- Помоћни фудбалски терен
- Рукометни терен
- Тениски терени
- Пич терен
- Заставе на терену